# Теферот
Теферот (њем. Täferrot) општина је у њемачкој савезној држави Баден-Виртемберг. Једно је од 42 општинска средишта округа Осталб. Према процјени из 2010. у општини је живјело 1.047 становника. Посједује регионалну шифру (AGS) 8136070.

## Географски и демографски подаци
Теферот се налази у савезној држави Баден-Виртемберг у округу Осталб. Општина се налази на надморској висини од 425 метара. Површина општине износи 12,0 km². У самом мјесту је, према процјени из 2010. године, живјело 1.047 становника. Просјечна густина становништва износи 87 становника/km².